# Колбинский, Андрей Васильевич

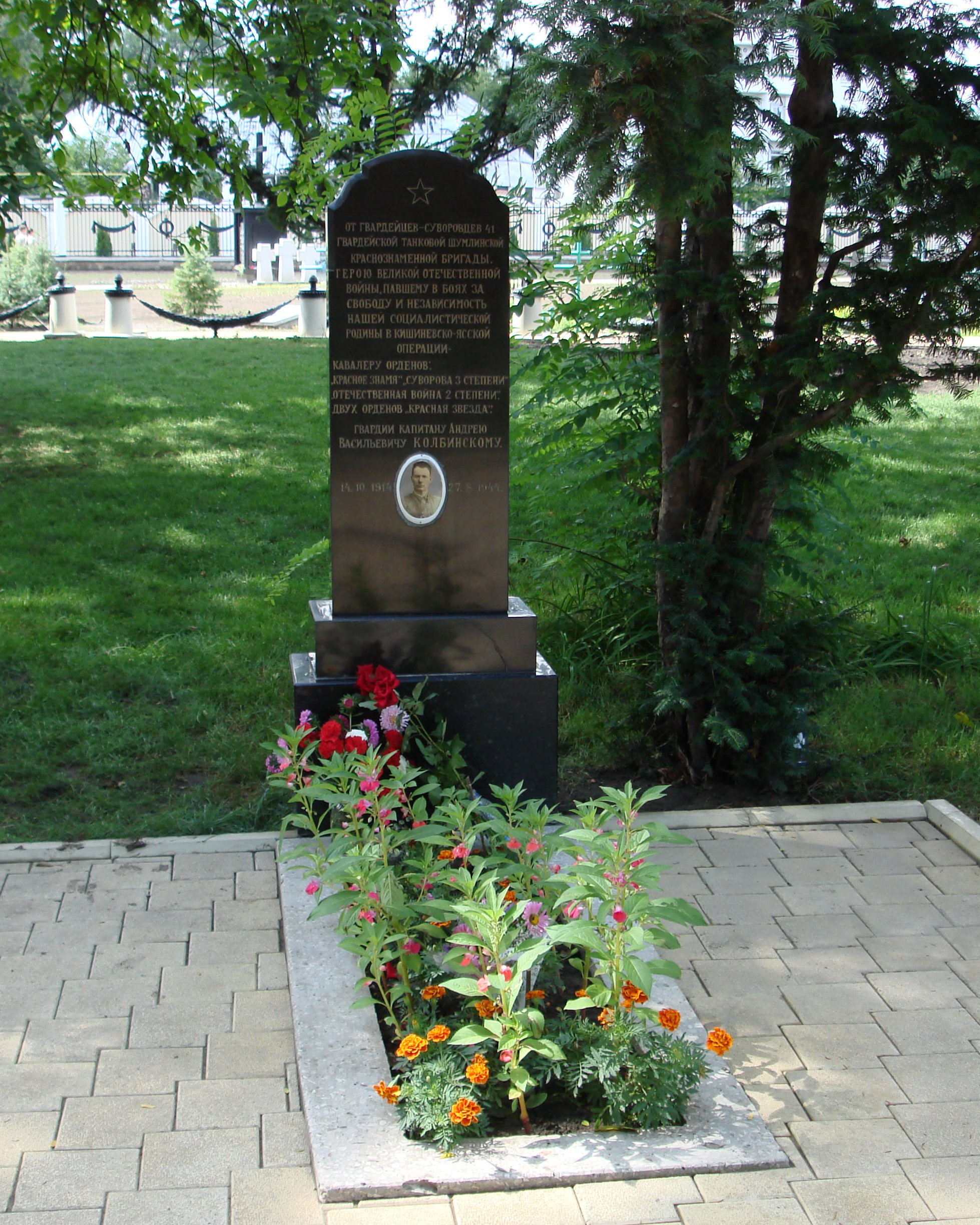
Могила А. В. Колбинского в Кишинёве

Андрей Васильевич Колбинский (14 октября 1914 — 27 августа 1944, Молдавия) — гвардии капитан, павший в боях за освобождение Молдавии в ходе Ясско-Кишинёвской операции.

## Биография
Колбинского призвали в армию в 1936 году и сразу направили в Киевское танковое училище. По окончании ему предлагали преподавать, но не в танковом училище, и он отказался, предпочёл служить в бронетанковой части Киевского гарнизона. Участвовал в советско-финской войне. Женился в мае 1940 года. Во время Великой Отечественной войны Колбинский командовал одним из батальонов 41-й танковой бригады, воины которой отличились при окружении и разгроме врага на юго-западе Кишинёва.
Похоронен в Кишинёве на Воинском мемориальном кладбище. Награждён орденом Красного Знамени, двумя орденами Красной Звезды, орденом Суворова 3-й степени, орденом Отечественной войны 2-й степени. Его именем в 1963 году была названа одна из улиц Кишинёва.